# Multicar M 22

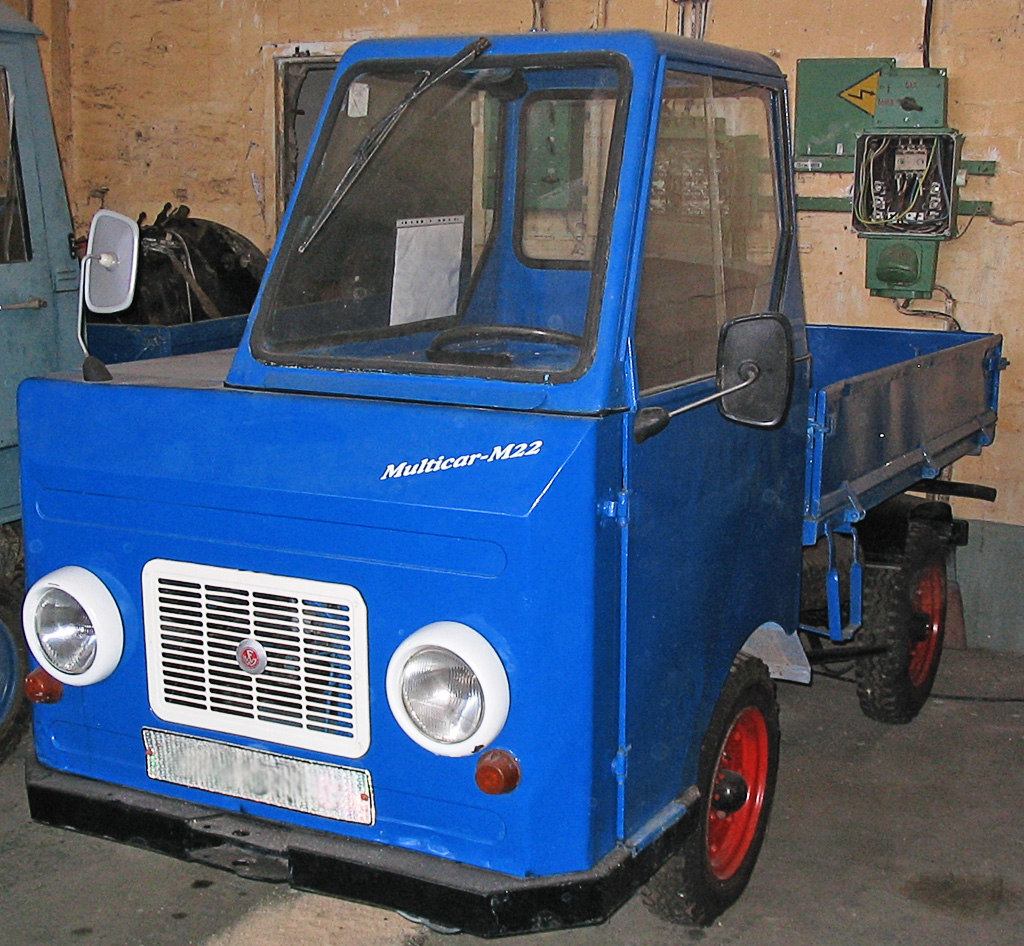
Vozítko Multicar M 22

Multicar M 22 je užitkové vozidlo vyráběné mezi roky 1964 a 1974 německou automobilkou ve Waltershausenu. Poháněl ho dvouválcový čtyřdobý naftový motor o objemu 800 cm³. Charakteristickým znakem automobilu se stala jednomístná kabina určená pouze pro řidiče.
Na trh se vozidlo dodávalo i ve speciálních provedeních:
- korbová sklápěčka
- cisterna
- vozidlo s motorovým žebříkem
- posypový a odklízecí vůz
- odklízecí vůz
- trojstranný sklápěč
- skříňový vůz

Celkově automobilka vyrobila 42,5 tisíce těchto vozítek, z nichž více než polovina byla určena na export.